# Haile Goitom
Haile Goitom (15 gennaio 1986) è un ex calciatore eritreo, centrocampista.

## Carriera

### Club
Ha giocato in patria con il Red Sea, quindi nel 2007 si trasferisce in Sudan per giocare con Al-Merghani e Al-Mawrada.

### Nazionale
Ha debuttato con la Nazionale eritrea l'11 novembre 2011 in Eritrea-Rwanda (1-1) valevole per le qualificazioni ai Mondiali 2006.